# Batcave
«Batcave» (у перекладі з англ. — Печера кажанів, bætˈkeɪv) — нічний клуб в Лондоні, Англія, який вважається місцем народження готичної субкультури. Термін «Batcave» також використовується в Європі для позначення музичного стилю, характерного для музикантів, що виступали на сцені клубу, — представників пост-панку та «першої хвилі» готичного року. Шанувальників творчості ранніх готичних колективів іноді називають «беткейверами» (англ. Batcaver).

## Історія
Клуб відкрився в липні 1982 року і кілька разів змінював приміщення; найбільш відоме його розташування — на вулиці Meard Street в районі Сохо. Клубом «Batcave» керували учасники гурту Specimen Оллі Віздом і Йон Клейн. Спочатку в ньому виконували в основному глем-рок і нью-вейв, однак його специфіка незабаром змінилася в бік пост-панку і готичної музики, популярність якої зростала. Серед постійних відвідувачів клубу були такі відомі музиканти, як Роберт Сміт, Пітер Мерфі, Сьюзі Сью, Стів Северин, Джим Тьорлуелл, Марк Алмонд і Нік Кейв. У «Batcave» виступали переважно гурти Specimen, Sex Gang Children, Alien Sex Fiend, Play Dead і кілька менш відомих колективів; в квітні 1984 року тут відіграли концерт американці Christian Death. Оскільки популярність готичної субкультури поступово сходила нанівець, а сам клуб перетворився на свого роду туристичну визначну пам'ятку, і «справжніх» відвідувачів в ньому ставало все менше, в 1985 році «Batcave» було вирішено закрити.

## Вплив на культуру
«Batcave» вважається найвідомішим готичним клубом. Завдяки йому представники субкультури змогли налагодити творчі контакти і сформувати єдину сцену. Сам термін «готичний рок», по суті, зобов'язаний виникненням саме «Batcave», оскільки його вперше почали вживати для опису стилю музикантів, які виступали у клубі. Канони готичної моди також багато в чому склалися завдяки тематичним вечіркам, які відбувались у клубі і на яких формувалися певні стилістичні стандарти.